# هریسونویل (کنتاکی)
هریسونویل (به انگلیسی: Harrisonville) یک منطقهٔ مسکونی در ایالات متحده آمریکا است که در شهرستان شلبی، کنتاکی واقع شده‌است. هریسونویل ۲۷۱٫۸۸ متر بالاتر از سطح دریا قرار دارد.